# Kelsterbach
Kelsterbach é um município da Alemanha, situado no distrito de Groß-Gerau, no estado de Hesse. Tem 15,38 km² de área, e sua população em 2019 foi estimada em 17.029 habitantes.